# Susanne Menzel (Sängerin)
Susanne Menzel (* 1974 in Bremen) ist eine deutsche Jazzsängerin.
Menzel absolvierte ein Gesangsstudium an der Hochschule für Musik Carl Maria von Weber Dresden und der Capital University in Columbus (Ohio). Sie zog 2001 nach Oldenburg, wo sie als Künstlerische Mitarbeiterin für „Vokale Ausbildung“ am Institut für Musik der Carl von Ossietzky Universität Oldenburg tätig war. Sie arbeitete und tourte regelmäßig mit Klaus Ignatzek, aber auch mit Claudio Roditi, Dick de Graaf und Gustavo Bergalli. Seit 2006 legte sie gemeinsam mit Ignatzek Alben vor. Mit den Bremen Philharmonic Strings präsentierte sie Songs von George Gershwin und Lennon/McCartney.

## Diskographische Hinweise
- Susanne Menzel & Klaus Ignatzek In-Tandem (mit Peter Weniger, Martin Wind, Hans Dekker; Nagel-Heyer Records 2006)
- Susanne Menzel & Klaus Ignatzek Seasons (mit Johannes Enders, Jean-Louis Rassinfosse, Sebastian Merk; Nagel-Heyer 2006)
- Susanne Menzel & Klaus Ignatzek Soulmates (With Bremen Philharmonic Strings; Nagel-Heyer 2009)
- Susanne Menzel & Klaus Ignatzek Mariposa (HGBS 2015)

## Lexikalische Einträge
- Jürgen Wölfer: Jazz in Deutschland. Das Lexikon. Alle Musiker und Plattenfirmen von 1920 bis heute. Hannibal, Höfen 2008, ISBN 978-3-85445-274-4.